# Serigne Saliou Mbacké
Serigne Saliou Mbacké (Diourbel, 22 settembre 1915 – Touba, 28 dicembre 2007) è stato un religioso senegalese di fede musulmana, 5º Califfo dei Muridi.

## Biografia
Fu il quinto califfo di Chiekh Ahmadou Bamba, un cosiddetto "Marabutto". Era un figlio dello sceicco Akhmadou Bamba ed è venerato come santo dalla comunità sufi senegalese.
Mbacké è stato un consigliere influente del ex presidente senegalese Abdoulaye Wade ed era, secondo la rivista francese Jeune Afrique, uno dei 100 africani più influenti. Col suo carisma ha reso Touba da un piccolo borgo provinciale la seconda città più grande in Senegal. Ha costruito numerose scuole islamiche e finanziato progetti prevalentemente agricoli. Morì a Touba.
Il suo successore è stato il nipote Serigne Mouhamadou Lamine Bara Mbacké, scelto personalmente da Serigne Saliou, diviene il primo nipote a essere eletto califfo della comunità muride.